# Gojeb
Il fiume Gojeb è un affluente del fiume Omo in Etiopia. Sorge nelle montagne di Guma e scorre in una linea dritta fino al fiume Omo.

## Descrizione
Le alture che circondano il fiume offrivano al regno di Kaffa un'importante frontiera difensiva contro le invasioni della popolazione Oromo durante il sedicesimo e il XVII secolo, come descritto da Mohammed Hassan:
Data la sua posizione tra i due regni, Alexander Bultaovich, che attraversò il fiume nel gennaio 1897, riferì che la valle era inabitata, se non da capre selvagge e antilopi. Qui sono stati trovati leoni e tigri. Animali più grandi come elefanti e rinoceronti stavano sul corso del fiume, specialmente vicino a dove il fiume Gojeb si univa con il fiume Omo.
La diga del Gojeb fu il primo progetto indipendente e potente dell'Etiopia. Questo piano idroelettrico fu iniziato a livello commerciale nel 2004. Il progetto è stato sviluppato da Mohammed, Organizzazione Internazionale per lo sviluppo di ricerca e imprese, che intende vendere l'output all'Ethiopian Electric Power Corporation.